# Rotes Rathaus

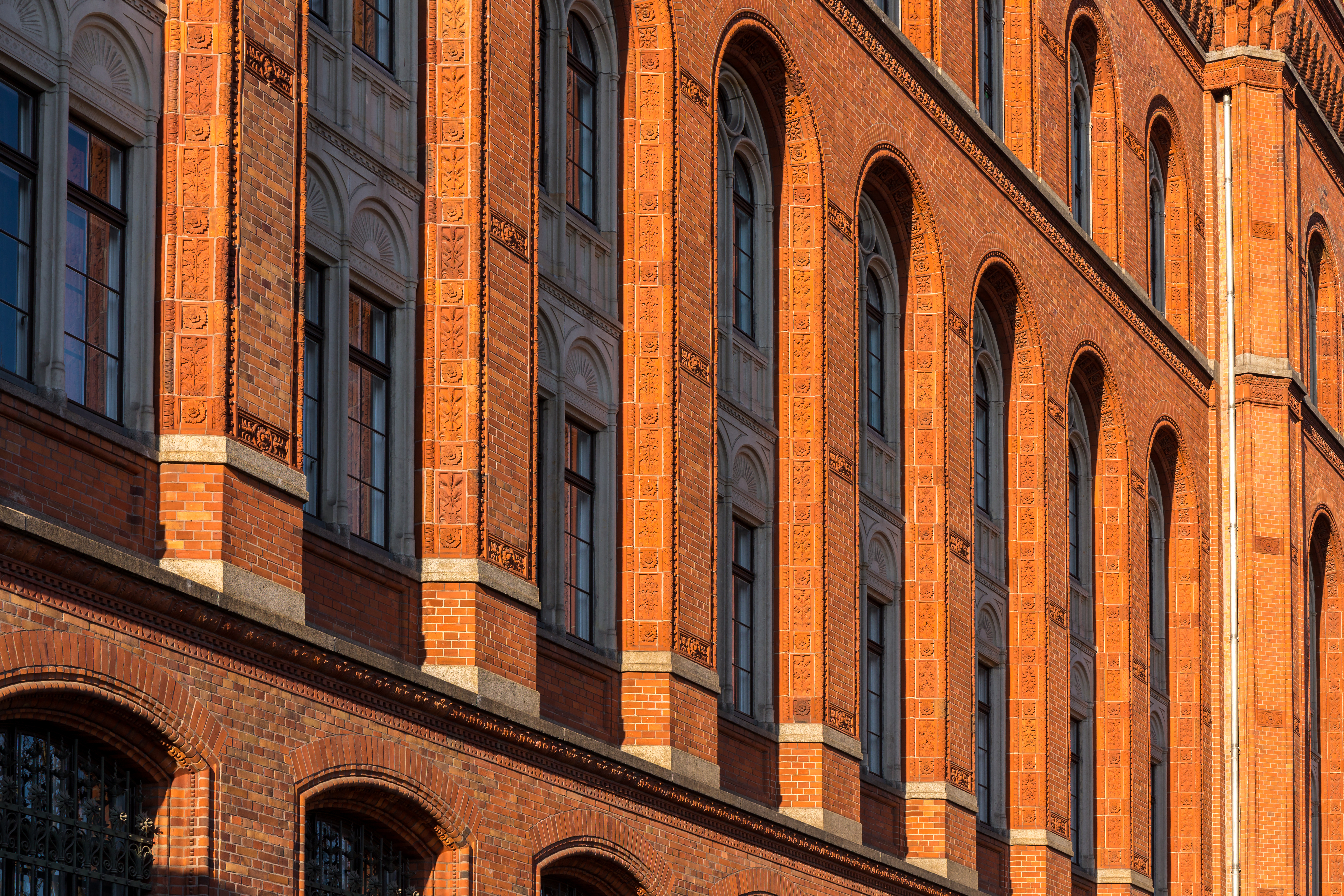
Fenêtres de la façade du Rotes Rathaus. Février 2016.

Le Rotes Rathaus [ˈʀoːtəs ˈʀaːtˌhaʊ̯s] (litt. « hôtel de ville rouge ») est l'hôtel de ville de Berlin, siège du bourgmestre-gouverneur et de la chancellerie de son gouvernement, le Sénat de Berlin. Il est situé près de l'Alexanderplatz, dans le quartier central de Mitte.
Édifié de 1861 à 1871, son nom vient du fait que le bâtiment est construit en briques rouges.

## Architecture
L'hôtel de ville fut érigé entre 1861 et 1869, à la suite d'un concours international ouvert en 1858, et remporté par l'architecte Hermann Friedrich Wäsemann. Le plan occupe une surface de 99 mètres sur 88 mètres.
Le bâtiment présente un mélange de style néogothique avec des arcs en plein cintre qu'on pourrait vaguement qualifier de néoromans et des éléments décoratifs néo-renaissance. C'est un exemple de l'architecture éclectique du XIXe siècle, faisant une synthèse d'éléments divers sans respecter un style historique précis. Il s'inspire cependant de l'architecture gothique en brique médiévale, si typique des villes hanséatiques d'Allemagne du Nord, et plus largement de l'Europe du Nord, mais en la réinterprétant. Berlin a eu des bâtiments relevant de ce style au Moyen Âge. On y perçoit également des références à l'architecture médiévale en brique d'Italie (comme à Sienne, Bologne, Mantoue, Venise). Le beffroi, d'une hauteur de 74 mètres, reprend le type de ceux des hôtels de ville médiévaux de Toruń et de Gdańsk, mais il s'inspire aussi par sa forme des tours des cathédrales de Laon et de Bamberg. Il est le premier exemplaire d'une très longue série d'hôtels de ville néogothiques et néorenaissance en brique, avec une typologie similaire, qui parsèment tout le Nord de l'Europe, tels ceux de Copenhague, Stockholm et Helsingborg, ou même Armentières, Lille, Calais et Dunkerque en France. On peut également faire un lien avec la gare Saint-Pancras de Londres dont la construction a commencé en 1866 quand l'hôtel de ville de Berlin n'était pas encore terminé.
Il n'est pas le premier édifice néogothique en brique à Berlin, puisque l'église de Friedrichswerder a été construite entre 1824 et 1830.
L'édifice fut bâti sur un emplacement traditionnellement occupé par des bâtiments servant à abriter les institutions municipales berlinoises. 
Le bâtiment est orné par une frise de pierre qui fut rajoutée en 1879, représentant en 36 tableaux des personnages et des scènes de l'histoire de Berlin, illustrant l'évolution de la ville dans l'économie et dans les sciences depuis 1871. 
Les sculptures, représentant le peuple berlinois engagé dans la reconstruction de la ville, furent ajoutées sur le parvis de l'hôtel-de-ville (aujourd'hui Rathausstraße) en 1958 et sont l'œuvre de Fritz Cremer,.

## Histoire

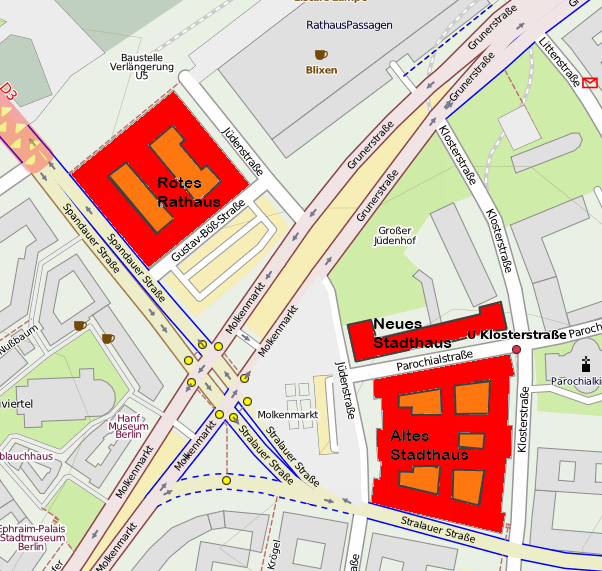
Localisation des trois hôtels de ville berlinois : le Rotes Rathaus, le Altes Stadthaus et le Neues Stadthaus.

L'expansion de la ville de Berlin nécessita dès les années 1850 de projeter la construction d'un nouvel hôtel de ville en lieu et place de l'ancienne mairie datant de la période médiévale, dont il ne subsiste aujourd'hui qu'une aile.
Mais l'extension de l'agglomération berlinoise fut telle que le Rotes Rathaus n'était pas en mesure de répondre aux besoins des 800 000 habitants que comptait déjà la ville au moment de son achèvement. Ainsi, dans les années 1880, les services municipaux était répartis dans dix autres bâtiments situés à proximité du Rotes Rathaus, qui ne pouvait être agrandie. Un deuxième siège destiné à accueillir l'administration municipale était nécessaire.
C'est pourquoi entre 1902 et 1911 on édifia non loin de là, sur la Molkenmarkt (de), le Altes Stadthaus, complété plus tard par le Neues Stadthaus (de).
Durant la partition de ville, le bâtiment fut utilisé comme siège de la municipalité communiste de Berlin-Est, tandis que celle de Berlin-Ouest occupait l’hôtel de ville du quartier de Schöneberg (le Rathaus Schöneberg). Depuis la réunification allemande et celle de la ville de Berlin en 1991, l'édifice a retrouvé sa vocation initiale.

## Cinéma et télévision
Le Rotes Rathaus sert régulièrement de décor (intérieur et extérieur) à des films et des séries :
- Babylon Berlin (série télévisée allemande) : l'hôtel de ville de Berlin a été utilisé pour la plupart des scènes, en gros plan, montrant l'extérieur de l'ancien quartier général de la police berlinoise surnommé le Château Rouge (Die Rote Burg), parce que son apparence en briques rouges et le style architectural étaient très semblables.
- Ondine (Undine) (film allemand) : l'héroïne est conférencière en histoire de l'urbanisme de Berlin et travaille au Sénat de Berlin pour l'accueil des visiteurs.